# Entomovection
L'entomovection est une technologie consistant à utiliser un insecte comme vecteur pour la pollinisation ou la lutte biologique contre les maladies et parasites des plantes.

## Methode

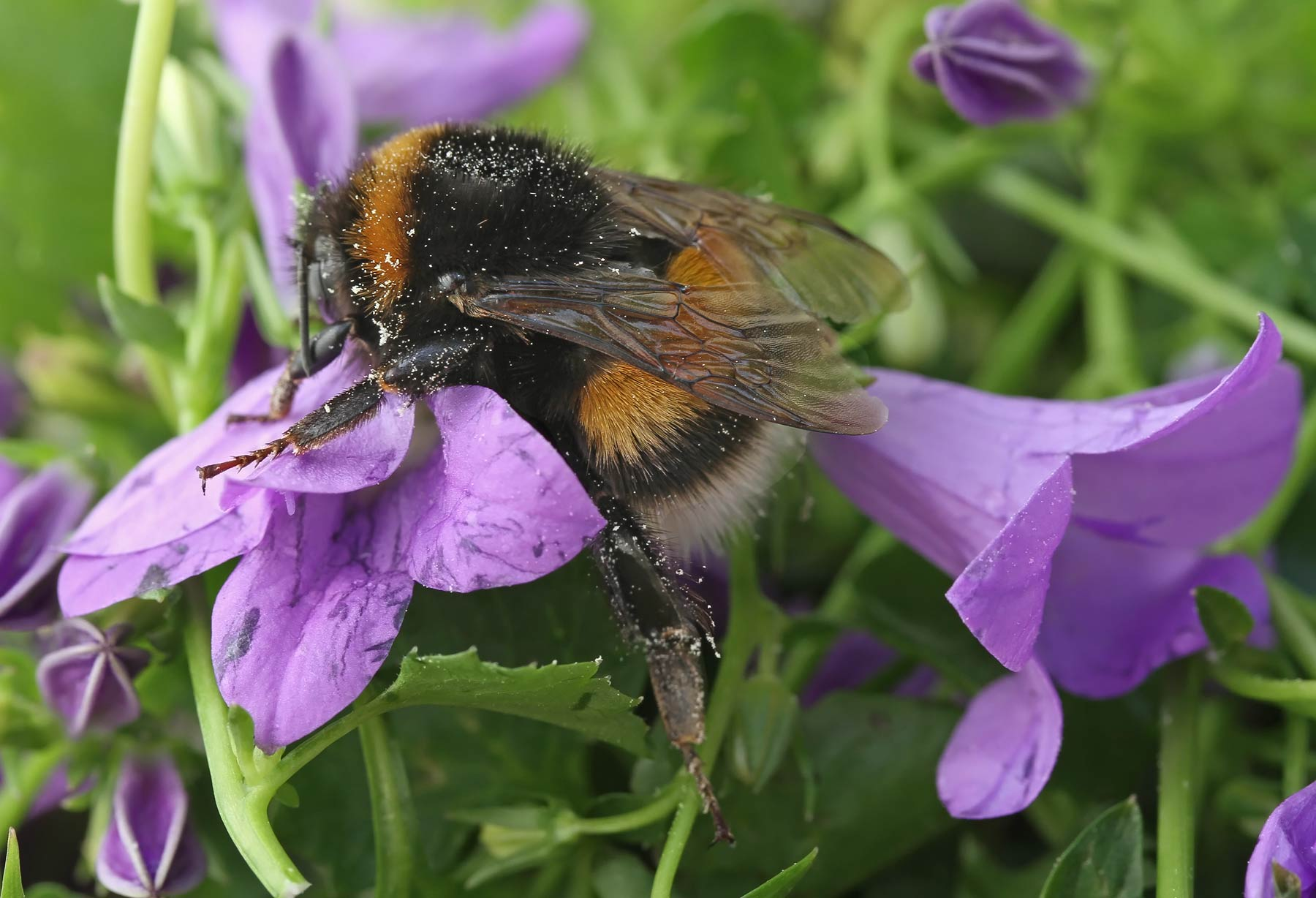
Bombus terrestris

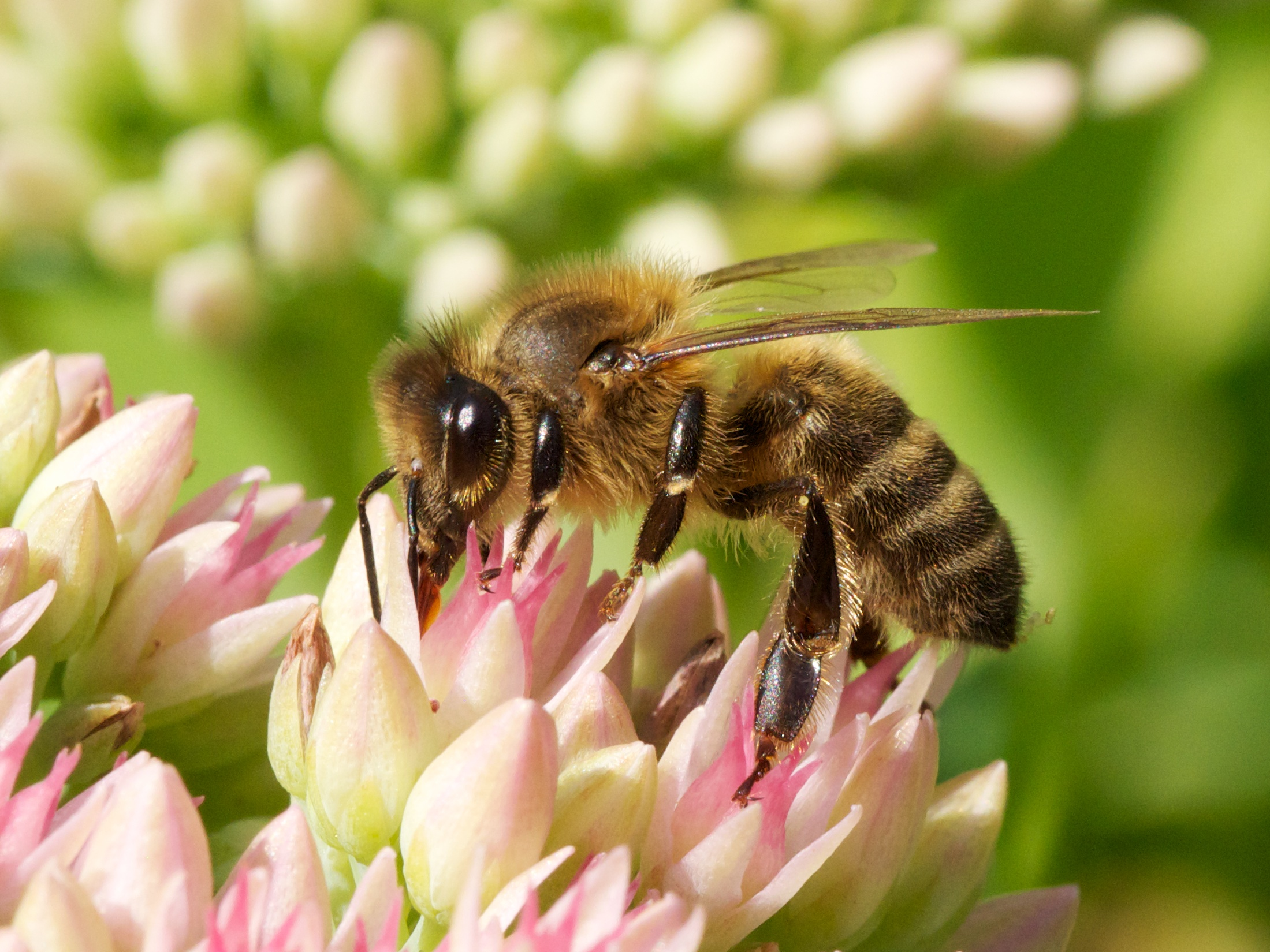
Apis mellifera

Les entomovecteurs sont généralement des abeilles (Apis mellifera) ou des bourdons (Bombus terrestris).
La substance diffusée par l'insecte vecteur est une poudre contenant le virus, la bactérie ou le champignon destiné à détruire l'ennemi de la plante. Dans le cas de la pollinisation  le vecteur transporte du pollen.
Les bourdons sont élevés dans des ruches compartimentées. Ils doivent traverser un plateau distributeur en sortant, le biopesticide ou le pollen se fixe sur leurs poils. 
En butinant bourdons et abeilles distribuent naturellement le produit.

## Utilisation

### La lutte biologique
Les principaux pathogènes visés par l'entomovection sont :
Botrytis cinerea, champignon responsable de la pourriture grise sur de nombreuses plantes maraichères et horticoles.
Erwinia amylovora, bactérie provoquant le feu bactérien sur les pommiers, poiriers.
Fusarium, champignon responsables de la fusariose, maladie concernant de nombreux céréales, arbres fruitiers et légumes.

### Pollinisation
Les bourdons (Bombus terrestris) sont utilisés de façon croissante dans les serres pour polliniser les cultures de tomates, poivrons et de cucurbitacées.
Des essais concluants ont été réalisés dans des vergers de kiwis avec les bourdons (Bombus terrestris).

### Perspectives
Les recherches en entomovection ne sont pas encore appliquées à grande échelle; l'entomovection pourrait être une alternative à l'utilisation des produits chimiques.
Toutefois de nombreuses questions demeurent concernant l'innocuité des biopesticides pour les pollinisateurs. De même quelle sera la qualité du miel produit par les abeilles entomovectrices?
Pour l'instant ces questions sont sans réponse.

## Sources et références
1. ↑  A.Fayet, « Zoom sur l'entomovection : nouvelle pratique agronomique? », La Belgique apicole, no 4,‎ juillet - août 2012, p. 110-111
2. 1 2  « l'entomovection », sur CARI L'apiculture wallonne et bruxelloise (consulté le 18 mars 2016)
3. ↑  Université d'Angers (organisme de soutenance), « Pollinisation improvement of Kiwifruit (Actinidia deliciosa 'Hayward') using the entomovector technology (Ressource électronique) P Le Pottier ; sous la direction de M.H Macherel, J.Vendeville », mémoire de Master: Master biologie et technologie du végétal: Université Angers 2013,‎ 2013